# Freeze Me
Freeze Me es una película de 2000 japonesa por el director Takashi Ishii. La película está protagonizada por Harumi Inoue como Chihiro, una víctima de violación quién intenta vivir una vida normal, sólo para ser visitada varios años después por sus tres violadores en su apartamento.